# Adidas
Adidas AG (немецкий: [ˈʔadiˌdas]; стилизовано под adidas с 1949 года) — немецкая транснациональная компания по производству спортивной одежды, обуви и аксессуаров. Это крупнейший производитель спортивной одежды в Европе и второй по величине в мире после Nike. Это холдинговая компания Adidas Group, которая включает в себя Runtastic. «Бренд с тремя полосками» является одной из крупнейших спортивных компаний в истории. Выручка Adidas за 2019 год составила 23,640 млрд евро.

## История
История бренда Adidas начинается с Ади (Адольфа) Дасслера. Он родился в 1900 году в немецком городе Херцогенаурах. Отец работал на фабрике по производству обуви, а мать то ли была прачкой, то ли владела прачечной. Адольф был младшим из четырёх детей.
Вскоре после Первой мировой войны, в начале 1920-х годов, Дасслеры на семейном совете решили организовать семейное дело — пошив обуви. Первой продукцией семьи Дасслер были домашние тапочки и ортопедическая обувь для тренировок спортсменов-инвалидов (которых было много после войны). Материалом для них служило списанное военное обмундирование, а подошвы вырезали из старых автомобильных покрышек. Основную роль в этом семейном предприятии играли братья Адольф (Ади) и Рудольф (Руди) Дасслеры, в 1924 году они официально зарегистрировали «Обувную фабрику братьев Дасслер» (нем. Gebrüder Dassler). Два брата с противоположными характерами дополняли друг друга — Адольф — спокойный и уравновешенный производитель, в то время как Рудольф — активный и коммуникабельный продавец.
В 1925 году Адольф изобрёл и сшил первые в мире футбольные бутсы с шипами. Футбольная модель оказалась удобной и вместе с гимнастическими тапочками стала основной продукцией Дасслеров. Спрос на их обувь был столь велик, что в 1926 году они смогли построить фабрику, на которой работало 25 человек и которая выпускала до 100 пар обуви в день. В 1928 году шиповки братьев, разработанные вместе с Йозефом Вайтцером, получили патент немецкого бюро.
На летних олимпийских играх 1928 года в Амстердаме обувь братьев впервые появилась на крупных спортивных соревнованиях. Там Каролина Радке в обуви фабрики завоевала первую в истории Германии золотую медаль в лёгкой атлетике и установила новый мировой рекорд, продержавшийся до 1944 года.
На Олимпиаде 1932 года в Лос-Анджелесе немец Артур Йонат, выступая в обуви «Дасслер», стал третьим в беге на 100 метров. Это стало первым серьёзным успехом рекламной кампании, основанной на сотрудничестве со спортсменами.
17 марта 1934 года Адольф женился на Катрине Меритц, дочери дизайнера обуви Франца Меритца. В течение нескольких лет родились будущие наследники — Хорст, Инге и Катрин. На Олимпийских играх 1936 года в Берлине американский бегун Джесси Оуэнс в обуви «Дасслер» завоевал четыре золотые медали и установил пять мировых рекордов. На обуви Оуэнса впервые появился фирменный знак Дасслеров, две полоски. В конце 1930-х годов продажи «Фабрики братьев Дасслер» превысили 400 000 немецких марок, в 1938 году была открыта вторая фабрика Дасслеров в Херцогенаурахе. Всего их предприятие производило ежедневно 1000 пар обуви.
После начала Второй мировой войны, несмотря на то, что оба брата Дасслер были убеждёнными членами нацистской партии, фабрики Дасслеров подверглись конфискации нацистами, а сами братья отправились на фронт. На одной из фабрик нацисты попытались наладить производство ручных противотанковых гранатомётов, однако фабричное оборудование было не приспособлено для такого производства, поэтому Адольфа вернули из армии через год — производить тренировочную обувь для немецких солдат.
Баварский городок Херцогенаурах попал в американскую зону оккупации. Рудольф попал в лагерь для военнопленных, фабрика Дасслеров поставила в Соединённые Штаты 1000 хоккейных коньков по условиям контрибуции. В качестве компенсации за коньки она получает списанную амуницию армии США — палатки, старые бейсбольные перчатки и т. д. В 1946 году оккупация закончилась, Рудольф вернулся из лагеря для военнопленных. Семейное дело братьям пришлось поднимать почти с нуля. Обувь «Дасслер» опять производилась из остатков военной амуниции, а 47 наёмных работников получали зарплату товаром (дровами, пряжей и т. п.).
Весной 1948 года, вскоре после смерти отца, братья расстались вследствие ссоры. Рудольф забрал себе новую фабрику, а Адольф — старую. Они условились не использовать название и символику семейного предприятия. Ади назвал свою фирму Addas, а Руди свою — Ruda. Но уже через несколько месяцев Addas превратился в Adidas (сокращение от Ади Дасслер), а Ruda — в Puma. Так прекратил существование всемирно известный в то время бренд — Dassler. Сами братья до конца своих дней хранили молчание о причинах ссоры. Возможно, Руди так и не смог простить Ади, что после войны тот не попытался вызволить его из лагеря для военнопленных, используя знакомство с американскими офицерами. А может быть, они просто не смогли разделить наследство отца. В любом случае после развала семейного предприятия братья друг с другом не разговаривали (кроме как в суде), а Puma и Adidas стали самыми ожесточёнными конкурентами. 18 августа 1949 года Адольф взял две полосы с эмблемы Dassler, пририсовал к ним третью и запатентовал получившееся как символ Adidas. В 2016 году вышел посвящённый этой вражде телефильм — «Дуэль братьев. История Adidas и Puma».
Период с начала 1950-х до конца 1970-х годов стал периодом быстрого роста компании Adidas, чему способствовал ряд инноваций в спортивной обуви, разработанных Ади Дасслером. Одной из наиболее значимых стало начало использования резиновых шипов на нейлоновой основе вместо стальных на кожаной основе — такие бутсы были намного легче. Также компания создала футбольные бутсы, приспособленные для игры в футбол в неблагоприятных погодных условиях: на снегу и на мёрзлой земле. С 1952 года компания начала выпускать и другие товары под маркой Adidas. Первой пробой диверсификации стало производство спортивных сумок. И хотя обувь остаётся основной продукцией, Адольф искал партнёра, который взял бы на себя производство одежды. Им стал хозяин текстильной фабрики Вилли Зельтенрайх, которому Ади заказал тысячу спортивных костюмов с тремя полосками вдоль рукавов. Товар хорошо продавался, а партнёры так понравились друг другу, что скоро Зельтенрайх стал шить только для «Адидас».
На Олимпийских играх 1952 года Эмиль Затопек в спортивной обуви Adidas завоевал три золотые медали, победив в дистанциях 5000 метров, 10 000 метров и в марафоне (это достижение, не превзойдённое и по сей день). Жена Затопека тем временем победила в соревновании по метанию копья. На чемпионате мира по футболу 1954 года в Берне обутая в Adidas сборная Германии по футболу впервые стала чемпионом мира; этому способствовала ещё одна инновация от Adidas, съёмные шипы на бутсах. Вскоре после этой победы продажи бутс Adidas выросли с 800 пар до 2000 пар в день.
В 1956 году компания Adidas подписала соглашение с МОК о рекламе «Адидас» на Олимпийских играх 1956 года. Также в этом году Adidas подписал первое лицензионное соглашение с норвежской фабрикой в Гьорвике, вскоре Adidas начали производить и во Франции. В конце 1950-х годов компания Adidas вышла на рынок США, воспользовавшись ростом популярности спорта и отсутствием серьёзных конкурентов (её примеру последовала Puma, но с меньшим успехом). К концу 1970-х годов компании принадлежало 24 фабрики в 17 странах, она продавала около 200 тысяч пар обуви в день, а также одежду, мячи и сумки.
В 1970 году мяч Adidas Telstar стал официальным мячом чемпионата мира по футболу, проходившего в Мексике.
В 1970 году произошёл знаменитый скандал, вызванный нарушением договора между Рудольфом и Адольфом. Камнем преткновения между братьями стал бразильский нападающий Пеле. Партнерство с ним на Чемпионате мира в Мексике сулило и Puma, и Adidas солидную выгоду, но Дасслеры пошли на компромисс. Они заключили «Пакт Пеле», согласно которому оба бренда не имели права подписывать договор с футболистом. Рудольф соглашение нарушил: Пеле перед начальным свистком финала ЧМ-1970 попросил у судьи разрешения перевязать шнуровку бутсов, камеры направились на него, и миллионы зрителей увидели обувь спортсмена, на которой красовалась надпись Puma.
В 1972 году компания Adidas, договорившись с советским руководством, стала поставщиком олимпийской экипировки для сборной СССР.
В 1972 году «Адидас» стала титульным спонсором Олимпийских игр в Мюнхене, а сборная ФРГ становится чемпионом Европы по футболу. В этом году появился знаменитый «трилистник» компании (три листа обозначают присутствие компании на трёх континентах мира). В 1974 году обутые в бутсы «Адидас» немецкие футболисты второй раз стали чемпионами мира. В 1975 году Адольф Дасслер стал почётным членом «Американской ассоциации спортивных товаров» — первым среди неамериканцев. В 1976 году на Олимпийских играх спортсмены, экипированные в «Адидас», выиграли 75 золотых, 86 серебряных и 88 бронзовых медалей (данный рекорд не побит до сих пор).
К концу 1970-х годов Adidas считалась мировым лидером на рынке спортивной обуви. Компания работала в 150 странах мира, а её годовой оборот составлял около $500 млн. На заводах бренда, расположенных в 24 странах, производилось более 200 тысяч пар обуви в день. Adidas выбирали не только олимпийские спортсмены и их почитатели, но и, например, пилоты «Формулы-1».
В 1978 году Адольф Дасслер умер, и руководство компанией перешло к его вдове Катарине. Со смертью основателя в компании начинается кризис, вызванный, в первую очередь, появлением серьёзных конкурентов. Nike и Reebok в 1980-х годах начали агрессивные рекламные кампании в Северной Америке, к концу десятилетия на них приходилось 50 % рынка спортивной обуви в США, в то время как доля Adidas сократилась до 3 %. Наследники Адольфа Дасслера недолго задержались во главе компании, в 1984 году умерла Катарина, в 1987 году умер и Хорст Дасслер, сын Адольфа и Катарины. В 1989 году оставшиеся наследники продали 80 % своих акций всего за 440 млн немецких марок французскому политику и предпринимателю Бернару Тапи, тогдашнему владельцу французского футбольного клуба «Олимпик Марсель». В компанию в качестве консультантов по развитию были приглашены топ-менеджеры Роб Страссер и Питер Мур (именно они разрабатывали рекламную стратегию Nike). Однако Бернар Тапи не смог улучшить положение компании, в 1993 году он продал Adidas, а через несколько лет сам был признан банкротом и в 1997 году получил 18-месячный тюремный срок за договорные матчи и другие виды мошенничества. Покупателем компании стала группа французских инвесторов, в качестве главы Adidas назначившие Роберта Луи Дрейфуса. Под его руководством началась реорганизация компании, был существенно увеличен маркетинговый бюджет (с 6 % выручки до 11 %) и продолжился вывод производства в Индонезию, Китай и Таиланд, начавшийся ещё при Тапи. Экономия на дешёвой рабочей силе из стран третьего мира вновь сделала продукцию конкурентоспособной на мировом рынке, уже в 1995 году прибыль выросла более чем в два раза по сравнению с 1994 годом.
В 1994 году Adidas представила футбольные бутсы Predator, созданные Крейгом Джонстоном. Проработанная рекламная кампания сделала модель одним из популярнейших брендов. Общий успех этой линейки позволил ей просуществовать до 2015 года. В обуви Adidas Predator играли Зинедин Зидан, Дэвид Бекхэм и другие известные футболисты.
В 1994 году Adidas стала спонсором футбольного Чемпионата мира в США. Под руководством Луи-Дрейфуса компания, казалось бы, постепенно возвращала себе утраченные позиции и превращалась в прежнюю Adidas. В 1995 году компания стала публичной, что помогло ей наконец покончить с долгами. Успех серии Predator позволил создать турнир Adidas Predator, призванный открывать юные футбольные дарования.
В 1996 году Adidas обеспечил спортивной экипировкой для Олимпийских игр сборные 33 стран и около 6 тысяч спортсменов. Это была отличная демонстрация возрождения бренда. Продажи выросли на 50 % — во многом, конечно, благодаря соревнованиям.
В 1997 году была куплена французская холдинговая компания Sport Developpement SCA, включавшая фирму Salomon Group, ведущего производителя товаров для зимнего спорта, а также Taylor Made (производителя клюшек для гольфа, продан в 2017 году) и French Mavic (аксессуары для велоспорта). Вплоть до 2005 года концерн называется Adidas-Salomon. Этот шаг позволил фирме стать вторым по величине мировым производителем спортивных товаров после Nike, увеличив продажи в полтора раза, особенно в США. В 1999 году, к 50-летнему юбилею компании, началось строительство новой штаб-квартиры, были открыты представительства в Японии, Турции и Нидерландах.
В 2001 году председателем совета директоров компании был назначен Герберт Хайнер. Под его руководством началось формирование собственной розничной сети, первые два магазина сети Adidas Originals были открыты в Берлине и Токио в 2001 году, в 2002 году в Нью-Йорке. Также в 2002 году была куплена канадская компания Arc’Teryx Equipment, производитель высококлассного спортивного инвентаря. В 2004 году было объявлено о долгосрочном сотрудничестве Adidas и дизайнера Стеллы Маккартни (дочери экс-битла сэра Пола Маккартни) в разработке коллекции женской одежды для тенниса, бега, плавания и фитнеса «Adidas by Stella McCartney».
В 2005 году финский концерн Amer Sports выкупил у Adidas AG компанию Salomon Group (вместе с брендами Mavic, Arc’Teryx и Bonfire, до 2009 года Salomon продолжал реализовывать свою продукцию через розничную сеть Adidas). В августе 2005 года Adidas AG купил за $3,8 млрд 100 % акций своего конкурента, Reebok International Ltd. Поглощение Reebok позволило Adidas увеличить свою долю на важнейшем для компании американском рынке спортивных товаров до 20 % и максимально приблизиться к лидеру рынка — компании Nike, которая контролирует 35 %. Также в 2005 году компания представила первые в мире кроссовки с микропроцессором Adidas 1.
В 2006 году компания стала официальным поставщиком одежды для NBA (точнее был продлён действовавший с 2001 года контракт с Reebok). В 2015 году аналогичный контракт был подписан с НХЛ (Национальной хоккейной лигой). В 2008 году Adidas стал официальным партнёром Кубка африканских наций 2008, а Adidas Wawa Aba — официальным мячом Кубка. Спортсмены 9 национальных сборных (из 15-16 обычно представленных в соревновании) были экипированы в форму Adidas.
В ноябре 2011 года Adidas приобрел компанию Five Ten, одну из самых продаваемых производителей обуви для скалолазания, за 25 миллионов долларов наличными.
В 2010-х годах музыкальный продюсер и исполнитель Канье Уэст совместно с Adidas запустил серию кроссовок Yeezy. В 2012 году бренд начинает сотрудничать с Pusha-T. Потом компания предстаила технологию амортизации BOOST. В 2013 году Adidas заключила соглашение с Канье Уэстом, который до этого работал под крылом Nike. В этом же году к Adidas присоединились два востребованных дизайнера — Рик Оуэнс и Раф Симонс. В 2014 году появилась технология Primeknit, к компании присоединился Фаррелл Уильямс. В 2015 году Adidas выпустила Superstar Pride, первые кроссовки в радужных цветах ЛГБТ-сообщества.
В 2016 году на пост генерального директора компании был назначен Каспер Рорштед, ранее занимавший пост генерального директора по производству химии в компании Henkel.
В августе 2021 года было достигнуто соглашение о продаже Reebok компании Authentic Brands Group.
В марте 2022 года компания сообщила о прекращении онлайн-продаж в России после начала военного вторжения на Украину. Розничные продажи прекращены 14 марта 2022 года.

## Руководство
Руководство компании состоит из наблюдательного совета и правления. Наблюдательный совет состоит из 16 членов (8 представителей акционеров и 8 представителей сотрудников компании). Правление включает 6 членов.
- Томас Рабе (Thomas Rabe, род. 6 августа 1965 года) — независимый председатель наблюдательного совета (с 2020 года), также возглавляет медиаконцерн Bertelsmann.
- Бьёрн Гульден (Bjørn Gulden род. в 1965 году) — главный исполнительный директор с начала 2023 года; до этого, с 2013 года, был CEO в Puma[14]

## Акционеры
На 2019 год значимыми акционерами были:
- The Desmarais Family Residuary Trust (Монреаль, Канада) — 8,09 %;
- Gérald Frère — 7,83 %;
- Ségolène Gallienne — 7,83 %;
- Elian Corporate Trustee (Cayman) Limited (Острова Кайман) — 5,71 %;
- BlackRock, Inc. (Делавэр, США) — 5,49 %;
- FMR LLC (Делавэр, США) — 5,31 %;
- The Capital Group Companies, Inc. (Калифорния, США) — 3,02 %.

## Деятельность
Концерн Adidas имеет всего две собственные фабрики, одну в Германии и одну в США. Почти вся продукция производится 130 независимыми компаниями-партнёрами, у которых в общей сложности 289 фабрик; из них 71 % находится в Азии, 18 % в Америке, 6 % в Африке и 5 % в Европе.
По объёму производства обуви 97 % продукции изготавливается в Азии, в том числе во Вьетнаме 42 %, Индонезии 28 % и КНР 18 %. В 2018 году было произведено 409 млн пар обуви Adidas, из них 11 % на крупнейшей фабрике во Вьетнаме. На обувь приходится 58 % продаж компании.
Производство одежды также сосредоточено в Азии (91 % от 457 млн единиц одежды в 2018 году), в том числе в Камбодже 24 %, КНР 19 % и Вьетнаме 18 %. Крупнейшая фабрика одежды находится в КНР и даёт 9 % от общего объёма производства концерна. Одежда даёт 38 % выручки.
Третья категория продукции (мячи, сумки и др.) изготавливается в основном в КНР (38 %), Турции (18 %) и Пакистане (18 %). Крупнейшая фабрика находится в Турции, в 2018 году она дала 18 % от 113 млн единиц продукции этой категории. На продажу этих товаров приходится 4 % выручки.
На 2018 год в компании работало 57 тысяч человек, из них 32 тысячи в сети розничной торговли, по 6 тысяч занимались логистикой и маркетингом, 5330 человек составляют администрацию компании, 4 тысячи занимаются оптовой торговлей, по тысяче человек задействовано в производстве, научно-исследовательской деятельности и информационных технологиях.
Подразделения компании сформированы по географическому принципу:
- Азиатско-Тихоокеанский регион — продажи в 2018 году составили €7,14 млрд;
- Европа — продажи в 2018 году составили €5,89 млрд;
- Северная Америка — продажи в 2018 году составили €4,69 млрд;
- Россия и другие страны СНГ — продажи в 2018 году составили €595 млн;
- Латинская Америка — продажи в 2018 году составили €1,63 млрд;
- Другие страны — продажи в 2018 году составили €1,14 млрд.

| Год                     | 2000…  | 2005…  | 2010  | 2011  | 2012  | 2013  | 2014  | 2015  | 2016  | 2017  | 2018  | 2019  | 2020  | 2021  | 2022  |
| ----------------------- | ------ | ------ | ----- | ----- | ----- | ----- | ----- | ----- | ----- | ----- | ----- | ----- | ----- | ----- | ----- |
| Оборот                  | 5,835… | 6,636… | 11,99 | 13,32 | 14,88 | 14,20 | 14,53 | 16,92 | 18,48 | 21,22 | 21,92 | 23,64 | 18,44 | 21,23 | 22,51 |
| Чистая прибыль          | 0,182… | 0,383… | 0,567 | 0,613 | 0,791 | 0,839 | 0,568 | 0,668 | 1,017 | 1,173 | 1,702 | 1,976 | 0,432 | 2,116 | 0,612 |
| Активы                  | 4,018… | 5,750… | 10,62 | 11,24 | 11,65 | 11,60 | 12,42 | 13,34 | 15,18 | 14,02 | 15,61 | 20,68 | 21,05 | 22,14 | 20,30 |
| Собственный капитал     | 0,815… | 2,684… | 4,616 | 5,137 | 5,304 | 5,489 | 5,624 | 5,666 | 6,472 | 6,032 | 6,377 | 6,796 | 6,454 | 7,519 | 4,991 |
| Капитализация           | 2,993… | 8,122… | 10,23 | 10,52 | 14,09 | 19,38 | 11,77 | 18,00 | 30,25 | 34,08 | 36,33 | 56,79 | 58,11 | 48,51 | 22,76 |
| Сотрудников (тыс. чел.) | 13,36… | 15,94… | 42,54 | 46,82 | 46,31 | 49,81 | 53,73 | 55,56 | 58,90 | 56,89 | 57,02 | 65,19 | 62,29 | 61,40 | 59,26 |

### Рекламная и благотворительная деятельность
Adidas — один из важнейших рекламодателей, делающий упор на телерекламу с участием таких мировых звёзд, как Алессандро Дель Пьеро, Кака, Лионель Месси, Фрэнк Лэмпард, Стивен Джеррард, Дэвид Бекхэм, Арьен Роббен, Магдалена Нойнер, Лукас Подольски, Давид Вилья, Михаэль Баллак, Ана Иванович, Марат Сафин, Кевин Гарнетт, Трейси Макгрэди, Деррик Роуз, Джеймс Харден, Месут Озил, Дуайт Ховард, Новак Джокович, Марио Анчич, Икер Касильяс, Гарет Бэйл,Хамес Родригез,Диего Коста, Луис Суарез, Зидан, Делле Алли, Поль Погба, Хави и др. Также компания Adidas известна своими крупными спонсорскими контрактами с известными спортсменами и спортивными командами, особенно в сфере футбола. Adidas подписывала спонсорские контракты с такими известными футбольными клубами, как «Бавария», «Реал Мадрид», «Манчестер Юнайтед» и др., а также с испанской, немецкой, мексиканской, японской, аргентинской, венгерской, латвийской и шотландской национальными футбольными сборными.
8 сентября 2008 года Adidas подписала соглашение о партнёрстве с Российским футбольным союзом. По данным газеты «Ведомости», общая сумма соглашения, заключённого на срок 10 лет, составила $100 млн. Ожидалось, что немецкая компания будет экипировать все футбольные сборные команды страны, а также отчислять РФС 5 % выручки от продаж спортивных товаров с символикой сборной России. 1 марта 2022 года Adidas расторгла контракт с союзом из-за войны на Украине.
16 сентября 2015 года Adidas подписала партнёрское соглашение с Национальной хоккейной лигой сроком на 7 лет. С сезона 2017/18 Adidas стала эксклюзивным поставщиком игровой и тренировочной формы команд, а также сувенирной продукции.

### Коллаборации
Adidas неоднократно сотрудничала с известными дизайнерами, включая Джереми Скотта, Александра Вана и Рафа Симонса. Компания также сотрудничала с несколькими знаменитостями, такими как Бейонсе, Фарелл Уильямс и Стэн Смит.
В декабре 2013 года Adidas подтвердила сделку о сотрудничестве с американским рэпером Канье Уэстом. В рамках партнерства с Adidas Уэст сохраняет 100-процентную собственность на свой бренд, имея полный творческий контроль над выпускаемой продукцией. Первые пары кроссовок под объединённым брендом Adidas Yeezy были показаны Канье Уэстом на Неделе моды в Нью-Йорке в 2015 году и поступили в продажу в этом же году. 25 октября 2022 года стало известно, что Adidas разорвала контракт с Канье Уэстом. Это произошло из-за «противоречивых заявлений» рэпера.
В 2018 году компания заключила контракт с Бейонсе о творческом партнерстве для запуска её собственной линии спортивной одежды и обуви Ivy Park. В 2023 году компания сообщила, что прекращает сотрудничество с ней из-за низких продаж этой линейки коллекции. Согласно отчетам бренда, на которые ссылается издание, большая часть товаров из линии Ivy Park не распродавалась. Кроме того, в 2022 году продажи коллекции упали более чем на 50 % по сравнению с 2021 и оказались ниже внутренних прогнозов adidas, составив всего $40 млн. Компания при этом собиралась заработать на сотрудничестве с Бейонсе в прошлом году $250 млн.

## Критика
Ведение бизнеса, этические нормы Adidas и обязательства перед рабочими изучены и часто критикуются.
Adidas критикуют за эксплуатацию «потогонок», особенно в Индонезии. Между 2006 и 2007 Adidas отказалась от многих из своих поставщиков, чтобы поддерживать союз с субподрядчиками, которые меньше нарушают права рабочих. В 2005 году на фабрике Panarub, на Ямайке, 33 сотрудника уволили после их забастовки с требованием более высокой зарплаты. PT Kizone — ещё одна индонезийская фабрика, за обращение с работниками которой критикуют Adidas. Рабочие производили продукцию для Adidas, а также для Nike и Dallas Cowboys, пока в январе 2011 года фабрика не закрылась. 2686 рабочих уволили, задолжав им $ 3 млн по выходным пособиям и льготам. Nike выплатила $1,5 млн, но Adidas не сделала ничего. United Students Against Sweatshops призывают университеты расторгнуть контракты с Adidas. 16 июля 2012 War on Want организовала активистов в Лондоне, чтобы заменить ценники Adidas в спортивных магазинах на 34-центовые, столько стоит час работы индонезийских рабочих, которые делают продукты Adidas. Labour Behind the Label утверждала, что базовая оплата индонезийских рабочих Adidas составляет всего лишь £10 в неделю. Уильям Андерсон, глава социальных и экологических дел Азиатско-Тихоокеанского региона, опубликовал запись в блоге компании, в которой стремился оправдать ставку 34 цента в час.
В 2011 году недовольные местными ценами на футболки All Blacks от Adidas новозеландские фанаты All Blacks попросили снизить цены и стали закупать футболки у зарубежных поставщиков после того, как стало известно, что местная цена $ NZ 220 была более чем в два раза выше, чем предлагалось на некоторых веб-сайтах. Adidas отреагировала путём применения соглашений о трансграничной торговле, чтобы остановить зарубежных ретейлеров от продажи футболок жителям Новой Зеландии. Ведущие новозеландские PR-фирмы и группы по защите прав потребителей назвали такой шаг катастрофой для пиарщиков компании. Крупнейший спортивный магазин Новой Зеландии Rebel Sport заявил, что не доволен таким решением Adidas и рассматривает возможность продажи всех футболок All Blacks ниже себестоимости. По состоянию на 9 августа 2011 года Rebel Sport решила не закупать джемперы Adidas Rugby Union.
14 июня 2012 года Adidas разместила на своей странице в Facebook фотографию пары обуви с кандалами. На фотографии была плановая линия обуви, которую Adidas предполагала выпустить в августе. Фото быстро вызвало споры, так, Джесси Джексон сказал: «Попытка коммерциализировать и сделать популярным более 200 лет человеческой деградации, когда чернокожие считались недочеловеками, по нашей Конституции является оскорбительной, ужасной и бестактной». Джексон угрожал бойкотом и, как говорили, в какой-то момент обратился к комиссару НБА Дэвиду Стерну в надежде, что тот вмешается. Вскоре после протестов компания отозвала продукт.
В 2019 году американское отделение Adidas оказалось в центре расистского скандала. Компания выпустила лимитированную коллекцию UltraBoost в честь Месяца черной культуры (Black History Month). Но кроссовки были полностью белого цвета, что вызвало недоумение покупателей. «Мы добавили в коллекцию беговые кроссовки, но позже поняли, что они не отражают дух или философию празднования Месяца афроамериканской истории. После тщательных размышлений мы решили убрать продукт из коллекции», — заявили в Adidas.
В апреле 2020 года Adidas отказалась оплачивать аренду своих магазинов в Германии, которые простаивали из-за пандемии COVID-19. Компания мотивировала это тем, что из-за коронавируса «нет нормального бизнеса». Правительство Германии жёстко отреагировало на это: министр труда Хубертус Хейл назвал эту позицию «безответственной», а министр юстиции Кристина Ламбрехт — «неприемлемой». Многие потребители начали бойкотировать продукцию Adidas. В результате производителю пришлось извиниться и заплатить арендодателям за апрель.

## Факты
- В обуви Adidas побеждали Мохаммед Али, Джо Фрэйзер, Штеффи Граф и Стефан Эдберг, Боб Бимон и Гунде Сван, Лев Яшин и Валерий Борзов, Мишель Платини и Эйсебио, Зинедин Зидан и Дэвид Бекхэм, Марат Сафин и Вера Звонарёва, Лионель Месси, Месут Озиль и многие другие спортсмены. У многих из этих людей подписан контракт с компанией[38].
- У ню-метал группы Korn есть песня A.D.I.D.A.S.[39] После релиза этого хита музыку, которую поёт группа, стали называть Adidas-рок. Несколько лет подряд вокалист Korn также одевался исключительно в спортивную одежду Adidas.
- Хип-хоп группа Run DMC в 1986 году написала песню My Adidas[40].
- Отдел промышленного дизайна Adidas под руководством Майкла Михальски был выбран дизайн-командой 2005 года в номинации «Product Design» премии «Red Dot Award»[41]. 4 июля 2005 года Майкл Михальски прибыл в город Эссен, чтобы получить от имени всего дизайн-отдела трофей «red dot: design team of the year» — кубок «Радиус». Награду вручал победитель прошлого года Киёюки Окуяма (англ. Kiyoyuki Okuyama), представлявший дизайн-команду Pininfarina[41].
- Adidas создал кроссовки из океанского мусора. Обувь сшита из выброшенных в море браконьерских сетей, которые выловили добровольцы[42]. В 2016 году Adidas выпустил лимитрированную коллекцию Parley из переработанного мусора[43].
- В странах бывшего СССР многие молодёжные преступные группировки 1990-х годов носили спортивные костюмы Adidas, но часто одежда и обувь была не оригинального производства[44].
- В начале 2000-х годов небольшая часть продукции Adidas разрабатывалась и производилась в России, в основном это были зимние куртки и другая тёплая одежда. Впоследствии, в связи с ростом спроса и объёмов продаж, производство было переведено на крупные предприятия в азиатские страны[45].
- В 2016 году была анонсирована новая линия производства продукции Adidas в немецком городе Ансбах исключительно при участии роботов[46].

### Официальные мячи чемпионатов
- Adidas Telstar — Чемпионат мира по футболу 1970
- Adidas Telstar II — Чемпионат мира по футболу 1974
- Adidas Tango — Чемпионат мира по футболу 1978
- Adidas Tango España — Чемпионат мира по футболу 1982
- Adidas Azteca — Чемпионат мира по футболу 1986
- Adidas Questra — Чемпионат мира по футболу 1994
- Adidas Roteiro — Чемпионат Европы по футболу 2004
- Adidas +Teamgeist — Чемпионат мира по футболу 2006
- Adidas Finale Moscow — Финал Лиги Чемпионов 2008 в Москве
- Adidas Europass — Чемпионат Европы по футболу 2008
- Adidas Terrapass — Чемпионат Европы по футболу среди женщин 2009
- Adidas Jabulani — Чемпионат мира по футболу 2010
- Adidas Jabulani Angola — Кубок африканских наций 2010[47][48]
- Adidas Europa League Лига Европы УЕФА 2010—2011[49]
- Adidas Torfabrik — Чемпионат Германии по футболу 2010—2011
- Adidas Tango 12 — Чемпионат Европы по футболу 2012
- Adidas Brazuca — Чемпионат мира по футболу 2014
- Adidas Telstar 18 — Чемпионат мира по футболу 2018
- Adidas Uniforia — Чемпионат Европы по футболу 2020

## Фотографии и иллюстрации
- Некоторая продукция компании
- Кроссовки Adicolor Kermit the Frog
- Кроссовки Adidas Stan Smith, коллекция 2007 года.
- Стенд с кроссовками направления Adidas Originals
- Футбольные бутсы Adidas Predator, модель Absolado.
- Футбольные щитки Adidas, тренировочный вариант («реплика»)
- Спортивные шорты направления Originals, модель Franz Beckenbauer[50].
- Официальный мяч Африканского кубка Наций 2008 года — Adidas Wawa Aba
- Adidas Response Trail 16 — кроссовки для бега по пересечённой местности

### Собственный выпуск компании
- Adidas. Boston Marathon & Beyond (англ.). — Adidas, 2006. — 208 p. — ISBN B000NR69LE.
- Adidas Salomon AG. Limited Edition Internal Adidas Corporation Olympian Memoir (англ.). — Adidas, 2003. — ISBN B001DB2JRM.